# Michael Siricius (Theologe)

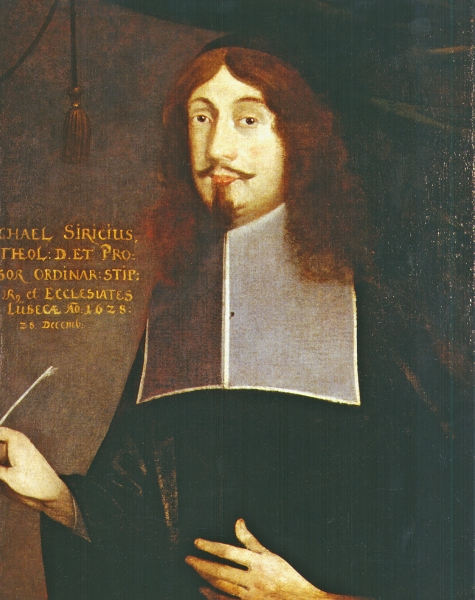
Michael Siricius als Professor in Gießen, ca. 1660

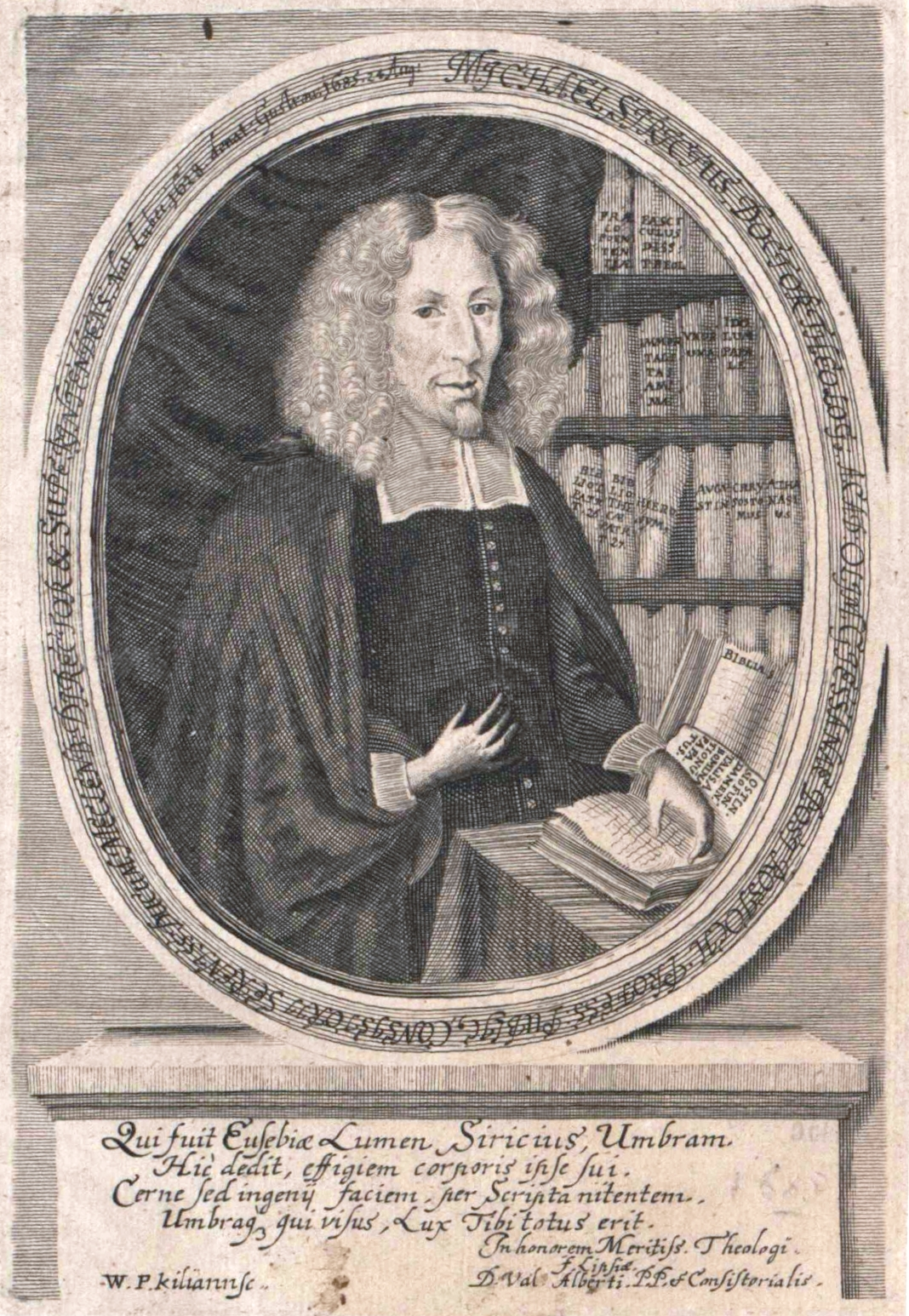
Michael Siricius am Ende seines Lebens, Kupferstich von Wolfgang Philipp Kilian

Michael Siricius (* 21. Dezember 1628 in Lübeck; † 24. August 1685 in Güstrow) war ein deutscher Theologe und Hochschullehrer des 17. Jahrhunderts.

## Leben
Michael Siricius war der Sohn des gleichnamigen Pastors an der Lübecker Marienkirche. Nach dem Besuch des Katharineums zu Lübeck 1646 besuchte er kurzzeitig das Marienstiftsgymnasium in Stettin. 1647 studierte er drei Semester Theologie an der Universität Helmstedt, 1648 in Leipzig, 1649/50 in Wittenberg und schließlich 1651 in Gießen. In Gießen wurde er 1652 zum Magister phil. promoviert. 1657 wurde er in Gießen Lizentiat und außerordentlicher Professor der Theologie, 1658 Prediger der Stadtkirche und ordentlicher Professor für Kirchengeschichte. 1659 als Dr. theol. wurde er zum ordentlichen Professor der Theologie an der Universität Gießen berufen. Einen Ruf nach Stade lehnte er 1659 ab. 1668 war er Prorektor der Gießner Universität.
1670 wurde er von Herzog Gustav Adolf von Mecklenburg-Güstrow zum  Rat für kirchliche und geistliche Angelegenheiten ernannt. Neben diesem Amt wurde er 1675 ordentlicher Professor der Theologie an der Universität Rostock. 1678 wurde er als strenger Lutheraner Assessor des herzoglichen Konsistoriums und Superintendent des Rostocker Kirchenkreises. Dieser schloss die Stadt Rostock nicht mit ein.
1681 wurde Michael Siricius unter Beibehaltung seiner Professur von Gustav Adolf nach Güstrow zurück berufen. Er war Hofprediger in Güstrow, blieb jedoch Superintendent und Konsistorialassessor in Rostock. 1684 wurde er beauftragt, den Medizinprofessor Sebastian Wirdig über dessen Traktat Nova medicina spirituum von 1673 zu vernehmen, der darin das System der Rosenkreuzer beschrieben hatte.
Michael Siricius hatte zwei jüngere Brüder, der Jurist Johann Siricius wurde Lübecker Bürgermeister; der Jurist Christoph Siricius Ratssekretär in Lübeck.